# Lean on Pete
Lean on Pete is een Britse dramafilm uit 2017, geschreven en geregisseerd door Andrew Haigh, gebaseerd op de gelijknamige roman van Willy Vlautin.

## Verhaal
Charley Thompson is een 15-jarige jongeman die samenwoont met zijn vader met wie hij een moeizame relatie heeft. Pas aangekomen in Oregon vindt hij een vreemde seizoensbaan bij een paardentrainer. Hij heeft een voorliefde voor "Lean on Pete", een volbloed aan het einde van zijn carrière. Aan zichzelf overgelaten rent Charley met hem weg om te proberen zijn tante te vinden die hij al lang niet meer heeft gezien en vooral een thuis.

## Rolverdeling
| Acteur          | Personage        | Opmerkingen          |
| --------------- | ---------------- | -------------------- |
| Charlie Plummer | Charley Thompson | de zoon van Ray      |
| Travis Fimmel   | Ray Thompson     | de vader van Charley |
| Amy Seimetz     | Lynn             | Ray's liefdesbelang  |
| Steve Buscemi   | Del Montgomery   | een paardentrainer   |
| Chloë Sevigny   | Bonnie           | een jockey           |
| Lewis Pullman   | Dallas           |                      |
| Steve Zahn      | Silver           |                      |
| Justin Rain     | Mike             |                      |
| Alison Elliott  | tante Margy      |                      |

## Release
De film ging in première op 1 september 2017 op het Filmfestival van Venetië.

## Ontvangst
De film ontving over het algemeen gunstige recensies van critici. Op Rotten Tomatoes heeft Lean on Pete een waarde van 90% en een gemiddelde score van 7,90/10, gebaseerd op 188 recensies. Op Metacritic heeft de film een gemiddelde score van 80/100, gebaseerd op 44 recensies.

## Prijzen en nominaties
De belangrijkste:
| Jaar | Prijs                           | Categorie                                                  | Genomineerde(n)           | Uitslag     |
| ---- | ------------------------------- | ---------------------------------------------------------- | ------------------------- | ----------- |
| 2017 | Filmfestival van Londen         | Beste film (Officiële wedstrijd)                           | Andrew Haigh              | Genomineerd |
| 2017 | Filmfestival van Venetië        | Gouden Leeuw (Beste Film)                                  | Andrew Haigh              | Genomineerd |
| 2017 | Filmfestival van Venetië        | Marcello Mastroianni Award (Beste jonge acteur of actrice) | Charlie Plummer           | Gewonnen    |
| 2018 | British Independent Film Awards | Beste regisseur                                            | Andrew Haigh              | Genomineerd |
| 2018 | British Independent Film Awards | Beste acteur                                               | Charlie Plummer           | Genomineerd |
| 2018 | British Independent Film Awards | Beste mannelijke bijrol                                    | Steve Buscemi             | Genomineerd |
| 2018 | British Independent Film Awards | Beste cinematografie                                       | Magnus Nordenhof Jønck    | Genomineerd |
| 2018 | National Board of Review        | Top Ten Independent Films                                  | Top Ten Independent Films | Gewonnen    |
| 2018 | World Soundtrack Awards         | Publieksprijs                                              | James Edward Barker       | Genomineerd |